# Burger Kunststoff-Spritzgusswerk
Burger Kunststoff-Spritzgusswerk GmbH, Villingen-Schwenningen, war ein kunststoffverarbeitender Betrieb mit einem Werkzeugbau und einer Kunststoffspritzerei. Das Unternehmen war spezialisiert auf die Kunststoffteile von Schreibgeräten wie Kugelschreiber, Bleistifte und Füller. Diese wurden an Hersteller von Schreibgeräten geliefert, dort um die metallischen Teile ergänzt, mit Aufschriften bedruckt und dann vor allem an den Werbegroßhandel ausgeliefert. Das Unternehmen wurde 1946 gegründet und 2001 mit einem Insolvenzverfahren stillgelegt.

## Geschichte

### Die Anfänge
Heinrich und Emil Burger begannen 1946 in einem Mietshaus in Villingen-Schwenningen am Kaiserring ihren Zwei-Mann-Betrieb mit der Herstellung von Werkzeugen und Formen für den Kunststoffspritzguss. Schon vier Jahre später stellten sie auf den von ihnen gelieferten Formen technische Kunststoffspritzgussteile für die umliegenden Großunternehmen Dual, Saba und Kienzle her und waren bald ein gesuchter Lieferant. Schon 1952 beschäftigte Burger 100 Arbeitnehmer. Dieses Wachstum ermöglichte 1953 einen Fabrikneubau an der Goldenbühlstraße Nummer 12 in Villingen.

### Kunststoffteile für Schreibgeräte
1955 erhielt das Unternehmen den Auftrag Werkzeuge für Schreibgeräte, also Kugelschreiber, Füllhalter und Bleistifte, herzustellen. Das Geschäft mit diesen Werkzeugen lief so gut, dass sich das Unternehmen entschloss, selbst die Kunststoffteile für Schreibgeräte herzustellen. Kunden waren Konfektionäre, die sie um die metallischen Teile ergänzten und als fertige Produkte wie Kugelschreiber oder Füller mit Werbeaufdruck an den Werbegroßhandel auslieferten. Mit der Fertigung dieser Vorprodukte war Burger, auch wegen seiner Alleinstellung, sehr erfolgreich. Rund die Hälfte der hergestellten Kunststoffteile ging in den Export. Zu den erfolgreichsten Produkten gehörten die Schaftteile von Kugelschreibern.
Burger versuchte nie, vollständige Schreibgeräte herzustellen und zu vertreiben und damit seinen Kunden Konkurrenz zu machen.

### Narrenabzeichen
Zu den in der Narrenhochburg Villingen besonders geschätzten Produktspezialitäten des Unternehmens gehörten Narrenabzeichen für die Schwäbisch-alemannische Fastnacht. Die Geschäfte liefen so gut, dass 1961 ein Erweiterungsbau notwendig und über 200 Arbeitnehmer beschäftigt wurden.

### 10 Verlustjahre
1989 übernahm Joachim Zier, seit 1987 als Prokurist im Unternehmen tätig, die Geschäftsführung und zusammen mit seiner Frau Christel Zier das Stammkapital der Gesellschaft. Die Aufträge für den Werkzeugbau und für technische Teile aus der Villinger Großindustrie kamen nur noch spärlich und mit schlechten Margen. Die Uhren-, Rundfunk- und Fernsehindustrie hatte selbst Schwierigkeiten. 1992 traf die Geschäftsführung von Burger die Entscheidung, die verlustbringende Produktion technischer Teile ganz einzustellen und sich auf den Werkzeugbau und Teile für Schreibgeräte zu fokussieren. Dies führte dazu, dass der jährliche Umsatz von 28 auf rund 20 Mio. DM zurückging, das Ergebnis sich jedoch nicht verbesserte. Von 1990 bis zum Jahr 2000 erwirtschaftete das Unternehmen Jahr für Jahr Verluste, die zwischen 0,1 und 3,5 Mio. DM jährlich lagen.

### Sanierungsmaßnahmen
1999 erfolgten Sanierungsmaßnahmen. Die Belegschaft wurde auf 116 Arbeitnehmer reduziert und die Banken verzichteten auf 5,3 Mio. DM. Die Maßnahmen reichten jedoch für eine erfolgreiche Sanierung nicht aus.
Die Fremdkapitalquote war weiterhin überdurchschnittlich hoch. Die Bankverbindlichkeiten betrugen 9 Mio. DM und führten allein 1999 zu einem Zinsaufwand von 900.000,00 DM. Hinzu kamen, dass die Rohstoffpreise stark anstiegen. Allein 1999 verteuerten sich die Granulate als Folge der Erdölverteuerung, eines steigenden Dollarkurses sowie der Verknappung der Rohstoffe durch die steigende Nachfrage in Südostasien um bis zu 30 %. Die Preissteigerungen konnten jedoch nicht an die Kunden weitergegeben werden.

### Die Insolvenz
Im Juli 2001 wurde Burger zahlungsunfähig und stellte am 12. Juli 2001 beim Amtsgericht Villingen-Schwenningen Insolvenzantrag. Das Gericht bestellte den Stuttgarter Rechtsanwalt Volker Grub zum Insolvenzverwalter, der das Unternehmen zunächst fortführte und mit Hilfe der Unternehmensberatung MCB Management Consulting Budde & Berger GmbH, Beilstein, ein Sanierungskonzept erarbeitete. Die Untersuchungen ergaben eine Vielzahl struktureller Mängel, nämlich:
- Das Sortiment war zu umfangreich, es wurden zu viel verschiedene Typen an Schreibgeräten mit zu viel unterschiedlichen Farben angeboten. Damit waren zu geringe Stückzahlen und ein häufiger Werkzeugwechsel verbunden.
- Es bestand ein Personalüberhang.
- Der Maschinenpark war veraltet.

Ein Sanierungskonzept sah vor, das Sortiment zu straffen, die Verkaufskonditionen zu erhöhen, insbesondere für Sondermodelle und Sonderfarben kostendeckende Preisaufschläge vorzunehmen sowie 25 Arbeitsplätze abzubauen. Für das Jahr 2002 wurde ein Umsatz von 18,9 Mio. DM und ein Ergebnis der gewöhnlichen Geschäftstätigkeit von 581.000 DM geplant.

### Stilllegung auf Betreiben der Bank
Das Sanierungskonzept scheiterte an der Zustimmung des Kreditinstituts, das Burger Kredite über insgesamt 12,9 Mio. DM gewährt und diese umfassend mit dem gesamten Vermögen des Unternehmens besichert hatte, nämlich mit Grundpfandrechten auf dem Betriebsgrundstück, einer Sicherungsübereignung des Inventars und des Vorratsvermögens sowie eine Abtretung aller Kundenforderungen. Das Kreditinstitut glaubte bei einer Liquidation des Unternehmens ein besseres Ergebnis für sich erzielen zu können.
Wegen dieser Entscheidung des Kreditinstitutes als Hauptgläubigerin beschloss die Gläubigerversammlung beim Amtsgericht Villingen-Schwenningen am 25. Oktober 2001 die Stilllegung des Unternehmens. Nach Abschluss eines Interessenausgleiches und Sozialplanes kündigte der Insolvenzverwalter den noch beschäftigten 29 Angestellten, 87 gewerblichen Arbeitnehmern, 55 Heimarbeiter und 5 Auszubildenden, insgesamt 176 Personen und legte den Betrieb zum Jahresende 2001 still.
Das Gericht stellte 2014 das Insolvenzverfahren mangels Masse gemäß § 207 InsO. Selbst die Gerichts- und Insolvenzverwalterkosten konnten nicht vollbefriedigt werden.

## Die Villinger Immobilie
Für die Immobilie Goldenbühlstrasse 12 in Villingen, deren Wert auf Grund von Hypotheken dem Kreditinstitut zustand, wurde über 15 Jahre lang kein Käufer gefunden. Die aufwendige Hausverwaltung wurde der Technologie- und Industriepark GmbH, Villingen-Schwenningen, übertragen. Diese plante das Betriebsanwesen in einen Gewerbepark umzuwidmen und begann mit Teilvermietungen. Als sich mit diesem Konzept kein Käufer für die Immobilie fand, beantragte das Kreditinstitut am 12. Februar 2004 die Zwangsversteigerung des Grundstücks. Im Versteigerungstermin am 9. Mai 2005 gab ein Bieter ein Gebot von 1 Mio. € ab, welches das Kreditinstitut nicht akzeptierte. Deshalb wurde das Zwangsvollstreckungsverfahren einstweilen eingestellt und 2007 endgültig aufgehoben. In den folgenden Jahren verschlechterte sich der Zustand des Gebäudes. Reparaturen an der Substanz, insbesondere auch an Fenster und Türen, wurden in den nachfolgenden Jahren nicht mehr vorgenommen. Die Mieträume standen in Konkurrenz zu leerstehenden alten Fabrikanlagen, wie Winkler-Backöfen, einer Gießerei sowie ehemaligen Gebäuden von Kienzle-Uhren.
Die Vermietung der Gewerbeflächen ging weiter. Das Gebäude war 2009 zu 70 % vermietet und mit über 100 Mietparteien belegt. Bei einem großen Teil der Mietverträge handelte es sich um die Einlagerung von Möbeln, Inventar und Maschinen. Eine räumliche Abgrenzung der Lagerflächen fand nicht immer statt. In den Kellerräumen wurden Musik- und Tonstudios untergebracht. Junge Start-Up-Unternehmen fanden eine erste Unterkunft und an Fitness-, Billiard- und Musikvereine wurden Räume vermietet, die in Eigenarbeit der Mieter hergestellt wurden. Aufgrund der kleinteiligen Nutzung wurden Trennwände erstellt, die nunmehr einen besonderen Brandschutz erforderten, der auch nach Drängen der Behörden durchgeführt werden musste.
Der Südkurier berichtete, auf dem Burger-Areal habe sich eine kleine Stadt entwickelt. Egal welchem Hobby und welchem Beruf man nachgehe, im ehemaligen Firmengebäude gebe es viele Anlaufpunkte: Eine orientalische Tanzgruppe, eine Trommelschule sowie ein Markt für Designer-Möbel. An Wochenenden würden regelmäßig Schränke, Regale und Stühle verkauft. Meerwasseraquarien seien in den Kellerräumen beheimatet. In einem der oberen Stockwerke habe sich ein Tonstudio niedergelassen. Das Anwesen beheimate den größte Billiardsalon in Baden-Württemberg, der turniere veranstalte. Ein Lasermaxx öffne seine Pforten. Mit Infrarot-Pistolen und Westen werde auf einem 300 qm-Parcours Räuber und Gendarm gespielt. Erst 2014 konnte die Immobilie verkauft werden.